# Krystyna Ostrowska
Krystyna Teresa Ostrowska (ur. 17 października 1940 w Warszawie, zm. 27 marca 2023 tamże) – polska psycholog i kryminolog, doktor habilitowana nauk prawnych, profesor nadzwyczajna Uniwersytetu Warszawskiego.

## Życiorys
Córka Walentego Ostrowskiego, powstańca warszawskiego, zamordowanego w obozie koncentracyjnym KL Buchenwald. Absolwentka XV Liceum Ogólnokształcącego im. Narcyzy Żmichowskiej i dwuletniej Szkoły Pielęgniarstwa Dziecięcego w Warszawie. Przez 8 lat pracowała jako pielęgniarka. W 1972 ukończyła studia psychologiczne w Akademii Teologii Katolickiej (praca magisterska Ocena postaw i potrzeb psychicznych pielęgniarek a staż pracy pod kierunkiem Stanisława Sieka). W 1976 uzyskała stopień doktora nauk humanistycznych w zakresie psychologii na Wydziale Psychologii i Pedagogiki Uniwersytetu Warszawskiego na podstawie napisanej pod kierunkiem Zofii Ostrihanskiej i Marii Żebrowskiej pracy pt. Zaburzenia procesu socjalizacji i ich psychologiczne uwarunkowania u młodocianych więźniów sprawców przestępstw o charakterze chuligańskim. W 1981 otrzymała stopień doktora habilitowanego nauk prawnych na Uniwersytecie Łódzkim po obronie rozprawy pt. Psychologiczne determinanty przestępczości młodocianych. Analiza kryminologiczna. W pracy naukowej specjalizowała się w zakresie psychologii kryminalistycznej i resocjalizacyjnej, w tym problematyką systemu wartości, emocji i strategii działania oraz systemem wartości dzieci i młodzieży.
W latach 1976–1982 kierownik Zakładu Badań nad Młodzieżą w ramach Instytutu Problematyki Przestępczości, stanowisko utraciła ze względu na przynależność do NSZZ „Solidarność”. Następnie objęła Katedrę Psychologii Społecznej i Penitencjarnej na ATK (przekształconą później w Uniwersytet Kardynała Stefana Wyszyńskiego). Od 1991 wykładała także na Wydziale Stosowanych Nauk Społecznych i Resocjalizacji Uniwersytetu Warszawskiego, gdzie dwukrotnie była prodziekanem ds. badań naukowych i współpracy i szefowała Zakładowi Psychologii Dewiacji. Nauczała ponadto w Wyższym Metropolitalnym Seminarium Duchownym w Warszawie (psychologia wartości i osobowości), w Wyższej Szkole Ekonomiczno-Humanistycznej w Skierniewicach oraz Nauczycielskim Kolegium Rewalidacji, Resocjalizacji i Wychowania Fizycznego w Białymstoku. Wypromowała 10 doktorów, była recenzentką w 2 przewodach habilitacyjych i 21 doktorskich. Autorka publikacji naukowych z zakresu psychologii, a także książek o tematyce religijnej i społecznej. W 2020 z okazji jej 80. urodzin wydano księgę pamiątkową W poszukiwaniu dobra w perspektywie jednostkowej i społecznej pod redakcją Tomasza Przesławskiego.
Od 1994 do 2000 kierowała Centrum Metodycznym Pomocy Psychologiczno-Pedagogicznej w Ministerstwie Edukacji Narodowej, później była ekspertką tego resortu. W wyborach w 1997 otwierała białostocką listę okręgową Bloku dla Polski. Zajęła się także działalnością społeczną, kierowała Stowarzyszeniem Penitencjarnym „Patronat”, należała do założycieli Polskiego Towarzystwa Kryminologicznego im. prof. Stanisława Batawii. Od lat 80. zaangażowana także w ruch pro-life, kierowała Stowarzyszeniem „Pozwólcie im żyć” zrzeszonym w Polskiej Federacji Ruchów Obrony Życia.

## Odznaczenia
Odznaczona m.in. Medalem Komisji Edukacji Narodowej (1999), Złotą Odznaką „Za zasługi w pracy penitencjarnej” (2008) i Złotym Krzyżem Zasługi (2012), a także wyróżnieniami ministra sprawiedliwości i Regionu Wielkopolskiego NSZZ „Solidarność”.